# Van Boshuizenstraat (tramhalte)

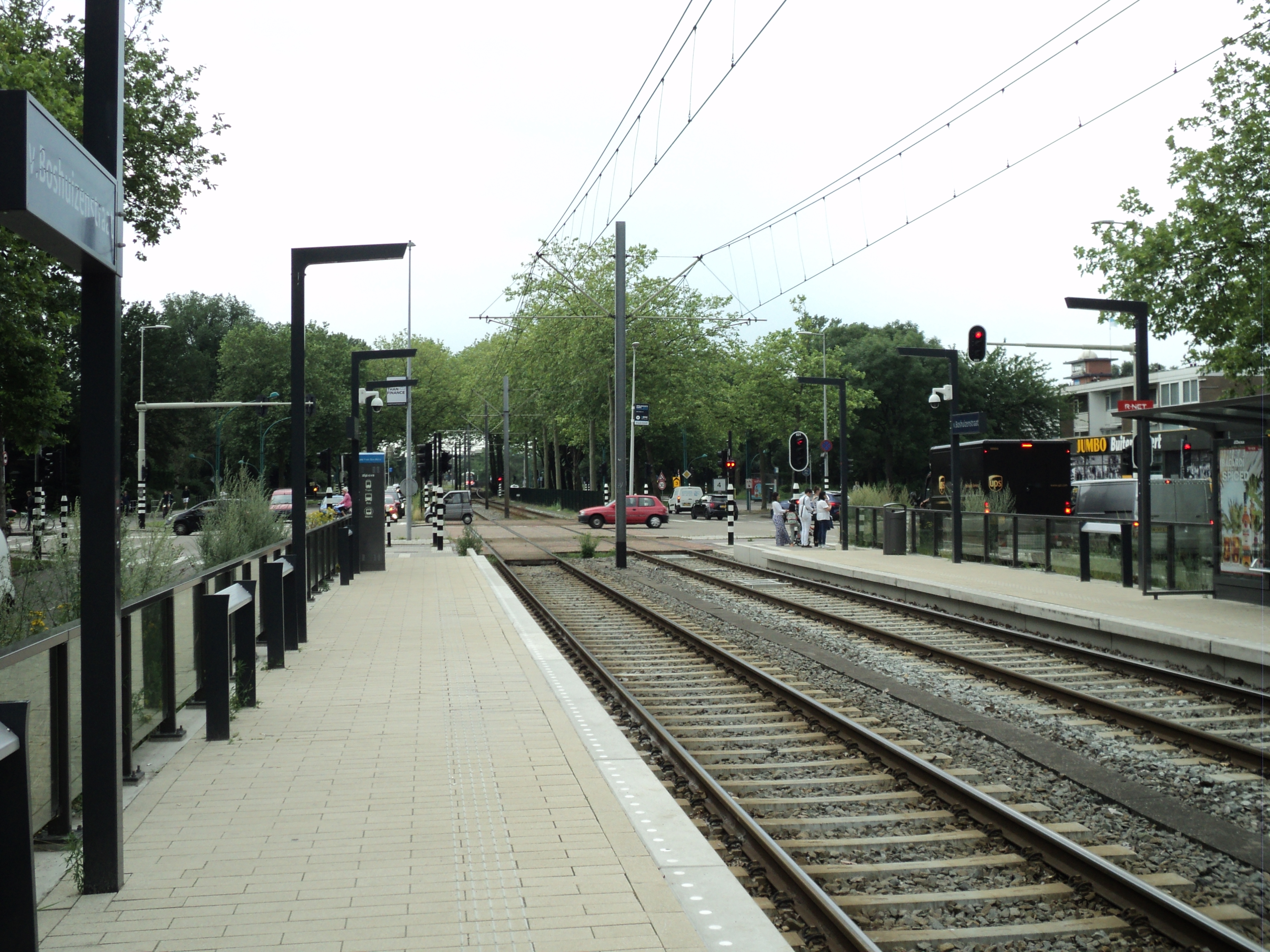
De tramhalte.

Van Boshuizenstraat is een tramhalte van de Amsterdamse tram en voorheen sneltramhalte van de Amsterdamse metro in de wijk Buitenveldert in het stadsdeel Zuid.
Op de halte stoppen tramlijnen 5 en 25. Van 1990 tot 2019 stopte hier ook sneltram 51. De halte ligt in de middenberm van de Buitenveldertselaan bij de Van Boshuizenstraat en heeft twee zijperrons. Tot 3 maart 2019 was er een 65 meter lang hoog gedeelte voor lijn 51 en een 30 meter lang laag gedeelte voor lijn 5.
Lijn 5 rijdt vanaf de Zoutkeetsgracht via het Leidseplein, het Museumplein en de Beethovenstraat naar het Stadshart van Amstelveen. Lijn 25 rijdt vanaf station Amsterdam Zuid via Amstelveen naar Uithoorn. Tussen station Amsterdam Zuid en de halte Oranjebaan in Amstelveen delen de tramlijnen 5 en 25 hetzelfde traject. 

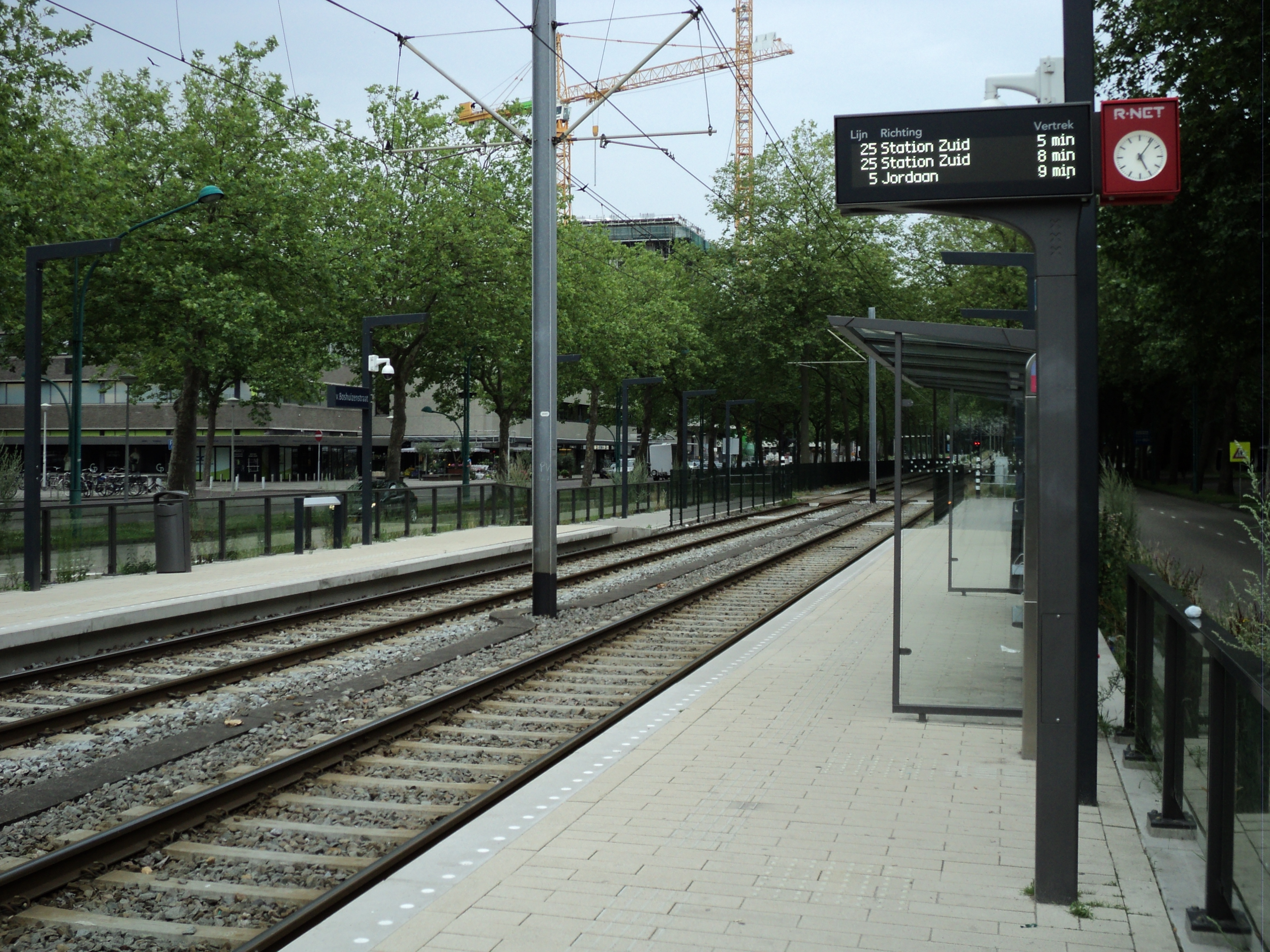
Wachten de op tram richting Station Zuid.

Centraal Station (NS) ·
Nieuwmarkt ·
Waterlooplein ·
Weesperplein ·
Wibautstraat ·
Amstelstation (NS) ·
Spaklerweg ·
Overamstel ·
Station RAI (NS) ·
Station Zuid (NS) ·
De Boelelaan / VU ·
A.J. Ernststraat ·
Van Boshuizenstraat ·
Uilenstede ·
Kronenburg ·
Zonnestein ·
Onderuit ·
Oranjebaan ·
Amstelveen Centrum ·
Ouderkerkerlaan ·
Sportlaan ·
Marne ·
Gondel ·
Meent ·
Brink ·
Poortwachter ·
Spinnerij ·
Sacharovlaan ·
Westwijk